# Huang-san
A Huang-san (vagy Huang-hegy, tradicionális kínai: 黄山; pinjin átírás: Huángshān; az irodalmi nyelvben: Sárga-hegy) egy hegy a Kínai Népköztársaságban, Anhuj (Anhui) tartományban. 747-ben kapta új nevét Hszüan-cung (Xuan-zong) császártól, a Fekete-hegyet átnevezte Sárga-heggyé. Itt készült a legendás Sárga császár (Huang-ti (Huang-di)) által megrendelt életelixír. 

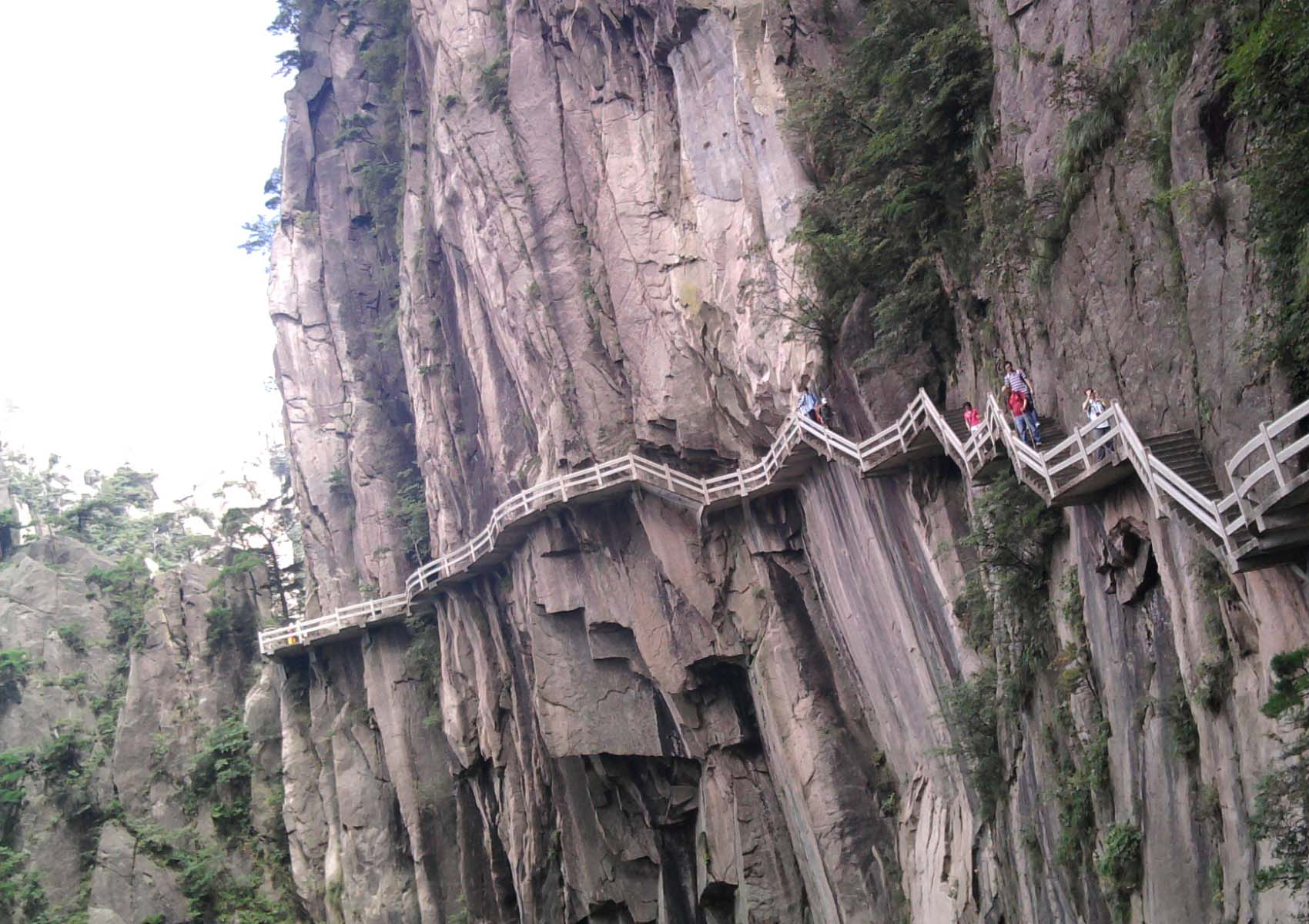
A turisták által használt járat

A Huang-san (Huang-shan) a Nanling-hegylánc részét képezi; kiterjedése 1200 km²; turisztikai központ. A hegységnek hetvenkét hegye van. Legmagasabb csúcsa a Lienhua-feng (Lianhua-feng), más néven Lótusz-csúcs (1864 m). A Kuangming-feng (Guangming-feng), másik nevén Fényes-csúcs 1841 m magas. A Tientu-fen (Tiandu-fen) (Égi Város-csúcs) 1829 m magas. A hegy a mezozoikum korban keletkezett.
Az UNESCO 1990-ben a világörökség részévé nyilvánította a Sárga-hegyet.

## Külső hivatkozások
- Sárga-hegy látkép
- A Huang-shan a világörökség listáján